# Karacikivți, Cemerivți
Karacikivți (în ucraineană Карачківці) este un sat în comuna Țîkova din raionul Cemerivți, regiunea Hmelnîțkîi, Ucraina.

## Demografie
Componența lingvistică a localității Karacikivți
     Ucraineană (100%)
Conform recensământului din 2001, toată populația localității Karacikivți era vorbitoare de ucraineană (100%).